# 山崎みちよ
山崎 みちよ（やまざき みちよ）は、日本の漫画家。宮城県石巻市出身。鹿児島県在住。
主に、『少女フレンド』・『デザート』（講談社）などに作品を発表していた。身分違いの恋や暗い過去を負った主人公などを描いた作品が多かった。

## 作品リスト
- クリスマス心中 (1995)
- セーラー服心中 (1995)
- バレンタイン心中 (1996)
- Dreaming Road (1997)
- さよならのエンゲージリング (1998)
- 天使が降る夜 (1999)
- 小さな命をみつめるとき (2000)
- 海 私たちの還る処 (2000) （小説のイラスト、原作：橘もも）
- ぬくもりの代償 (2000)
- 愛してほしいだけ (2001)
- ひとりじゃないよ 私のいじめられ日記 (2003) （原作：土屋怜）
- 赤ちゃんに贈るウェディング (2003)
- 君の笑顔がそばにいる (2004)
- 上を向いて歩こう〜不登校になったわたし〜 (2005) （原作：松田知子）
- 踊れランチボックス (2006) （原作：佐藤操）